# Leki współczesnej terapii
Leki współczesnej terapii – encyklopedia specjalistyczna zawierająca zbiór opisów substancji leczniczych, po raz pierwszy wydana w 1957 roku, autorstwa Jana Podlewskiego, w kolejnych wydaniach wraz z żoną Alicją Chwalibogowską-Podlewską, następnie pod wspólną redakcją, kontynuowane po ich śmierci. 

## Historia
Od 1957 ukazało się dwadzieścia dwa wydania oraz wiele wznowień, dodruków i aktualizacji. Ostatnie wydanie pod tytułem Leki współczesnej terapii 2017. Encyklopedia. ukazało się w 2019 i jest dostępne w postaci drukowanej oraz na płatnej platformie internetowej i w wersji na urządzenia mobilne zarówno z systemem Android, jak i macOS. Jan Podlewski zmarł w 1997, natomiast Alicja Chwalibogowska-Podlewska w 2016. Po ich śmierci dzieło jest kontynuowane przez zespół redaktorów. 

## Zawartość
Encyklopedia zawiera ułożone alfabetycznie hasła dotyczące leków oraz szczepionek, zgodnie z polskim nazewnictwem farmaceutycznym i Farmakopeą Polską, oraz trzy indeksy: według nazw, klasyfikacji anatomiczno-terapeutyczno-chemicznej oraz farmakologiczny. Zawiera ponad 1970 opisów substancji leczniczych oraz 12750 nazw handlowych leków opisanych na podstawie charakterystyk produktów leczniczych, dokumentów rejestracyjnych Europejskiej Agencji Leków, Agencji Żywności i Leków oraz wydawnictw Medicines Compendium, Arzneimittel-Kompendium der Schweiz, British National Formulary, Martindale, Gelbe Liste oraz Vidal. 
Każde hasło zawiera ustrukturyzowaną informację w następującym schemacie: międzynarodowa nazwa niezastrzeżona, systematyczna nazwa chemiczna, synonimy i pochodne, kod klasyfikacji anatomiczno-terapeutyczno-chemicznej, wskazania, interakcje farmakologiczne, przeciwwskazania, informacje o stosowaniu w okresie ciąży i karmienia piersią, działania niepożądane, dawkowanie, nazwy handlowe leków zarówno preparatów prostych, jak i złożonych.